# Эстоно-Американская бизнес-академия
Эстоно-Американская бизнес-академия (эст. Eesti-Ameerika Äriakadeemia), до 2006 года Эстоно-Американский бизнес-колледж (эст. Eesti-Ameerika Ärikolledž) — в своё время одно из старейших частных высших учебных заведений Эстонии.

## История
Эстоно-Американский бизнес-колледж был основан в 1989 году в Таллине при содействии Дюкейнского университета (Питтсбург, США). Он стал одним из первых частных вузов Эстонии, получивших государственную аккредитацию. Основателем и президентом учебного заведения был Георгий Андреевич Нетробчук. Одним из первых преподавателей стал широко известный в Эстонии экономист и предприниматель, доктор экономических наук Владимир Петрович Немчинов. За годы работы вуз выпустил около 2500 специалистов  в области управления бизнесом, финансов, связей с общественностью, международного туризма, инфотехнологиям в сфере управления, экономических отношений, международного бизнеса, экономической журналистики.
Главный корпус учебного заведения находился в таллинском районе Ласнамяэ по адресу: улица Пунане 29. В 2001 году было завершено строительство нового административно-учебного корпуса по адресу Пунане 29А, Таллин.
В разные годы работы в вузе обучалось в среднем от 600 до 1000 студентов в год.
В вузе были три формы обучения:
- дневная — обучение 5 дней в неделю с 9 утра до 14:10 или 15:50; в неделю 24—28 академических часов;
- вечерняя — обучение с 17:30 до 20:40; в неделю 12—16 академических часов;
- субботняя — обучение с лекциями и занятиями в субботние дни; изучение иностранных языков в вечернее время или экстерном.

За годы существования вуза его отделение также работало в Нарве.
В июне 2006 года колледж был переименован и получил название Эстоно-Американская бизнес-академия.

## Учебные программы
Аккредитованные учебные программы прикладного высшего образования:
- Управление бизнесом

Специализации:

— Управление бизнесом (Business Administration),

— Управление связями с общественностью (Public Relations),

— Управление международным туризмом (International Tourism Management);

— Инфотехнологии менеджмента (Business Administration Infotechnologies);
- Управление международным бизнесом (International Business Administration),
- Управление международным бизнесом c углублённым изучением английского языка,
- Международные экономические отношения (International Economic Relations).

В вузе также несколько лет велось обучение по неаккредитованной учебной программе «Коммерческое право» (Business Law) и работала Школа языков.

## Ректоры
- 1989—1992 — Георгий Андреевич Нетробчук
- 1993—1994 — Юрий Евгеньевич Келин (1938—2013)
- 1994—2004 — Александр Сергеевич Лукьянов
- 2005—2013 — Марк Моисеевич Левин[эст.] (1945—2014)

## Профессора
- Александр Сергеевич Лукьянов (род. 20.11.1940), доктор экономических наук, член Русского академического общества Эстонии
- Юзеф Максимович Лившиц (род. 1932), доктор юридических наук, заведующий кафедрой права ЕАБА, эмерит-профессор Таллинского технического университета, член-корреспондент Международной академии наук высшей школы
- Владимир Петрович Немчинов (1931—2015), доктор экономических наук
- Валерий Фёдорович Паульман (род. 11.08.1937), кандидат экономических наук
- Нафтолий Мордухович Бассель (1932—2016), доктор филологических наук, член Союза писателей Эстонии
- Виктор Алексеевич Бойков (1930—2013), доктор философии, член Русского исследовательского центра в Эстонии
- Владимир Игоревич Пароль[эст.] (1935—2009), доктор философии, кандидат исторических наук, президент Русского академического общества Эстонии
- Олег Михайлович Сенецкий (1928—1997), кандидат юридических наук
- Юрий Евгеньевич Келин (1938—2013), кандидат экономических наук

## Преподавательский состав
Штатные и внештатные преподаватели: Ирина Анащенкова, Жанна Аронштам, Ирина Ахмет, Владимир Вайнгорт, Елена Володчук, Валерий Воробьёв, Евгений Голиков, Евод Гужов, Хелена Гусарова, Инна Егорова, Ольга Елфимова, Татьяна Изюмникова, Светлана Каннике, Айн Карьюс, Татьяна Кольцова, Сигне Кренстрём-Хансшмидт, Ирина Кулаковская, Тийу Лаагле, Олег Левчук, Андрес Лууре, Лилия Мороз, Татьяна Мороз, Михаил Николаев (1937—2006), Галина Панова, Альберт Пуро, Александр Роменский, Энно Селиранд (1950—2015), Юрий Смигунов (1943—2006), Евгения Хапонен (1946—2015), Андрей Шпилёв и др.

## Научно-практические конференции
В вузе были проведены следующие научно-практические конференции:
- 1995 год — «Бизнес и культура»;
- 1997 год — «Экономика Эстонии: прошлое и будущее»;
- 2004 год — «Актуальные проблемы развития экономики и бизнес-образования в Эстонской республике»; посвящена 15-летию учебного заведения;
- 2005 год — «Социально-экономические проблемы и перспективы Эстонии в Европейском союзе»[16],
- 2006 год — «Проблемы развития и управления обществом: вызовы XXI века»;
- 2007 год — «Проблемы развития общества: вызовы и риски XXI века»[15];
- 2009 год —  «Информационные технологии в условиях глобального экономического кризиса»; посвящена 20-летнему юбилею вуза[17].

## Стипендии
18 января 2008 года управа района Ласнамяэ подписала с EABA договор, согласно которому раз в год стала присуждаться стипендия двум студентам вуза (девушке и юноше) с хорошей успеваемостью и общественно-активным, являющимся жителями Ласнамяэ, в размере 1500 крон в месяц.  Некоторое время в вузе также выдавалась стипендия мэра Москвы в размере 450 евро.

## Закрытие вуза
30 июня 2013 года на основании решения Эстонского агентства по проверке качества высшего образования (эст. SA Archimedese Eesti Kõrghariduse Kvaliteediagentuu — ЕККА) и Министерства образования и науки Эстоно-Американская бизнес-академия прекратила учебную работу по программам прикладного высшего образования. Комиссия ЕККА и Минобразования сочла, что качество образовательной деятельности в вузе частично соответствует требуемому уровню, но его экономическое положение – нет. В академии не использовалось программное обеспечение, применяемое в сфере бизнеса, отсутствовал доступ к академическим электронным базам данных (EBSCO и др.), вуз не использовал ни одной электронной учебной среды. Академия имела недостаточную для уровня высшего образования научную работу преподавателей, хотя эта проблема была не только у EABA, но и у многих других эстонских вузов. Кроме того, решение не продлевать лицензию на обучение было принято из-за финансовых проблем бизнес-академии. Студентам, не успевшим завершить обучение в академии, было предложено продолжить его в Евроакадемии. 4 июля 2013 года ЭАБА объявила себя банкротом. Одной из причин тяжёлого финансового положения вуза стал кредит в размере 10 миллионов крон, взятый в 2001 году у Балтийского инвестиционного центра (эст. Balti Finantseerimisasutusega (BFA)) для погашения займа в размере 6 миллионов крон, полученного у лизингового предприятия Hansa Liising с целью строительства нового учебного здания и приобретения необходимой компьютерной техники и мебели. Акционерное общество Eesti-Ameerika Äriakadeemia AS было ликвидировано 28 апреля 2016 года.

## Издания
- Бизнес и культура. Тезисы докладов конференции. Таллинн: Эстоно-Американский бизнес-колледж, 1995. — 48 с.
- Лукьянов А. Организация собственного дела: практический курс. Таллинн: Эстоно-Американский бизнес-колледж, 1997. — 212 с. ISBN 9985-60-396-6.
- Teaduslik-praktiline konverents «Eesti majandus: olevik ja tulevik»: ettekannete teesid. Tallinn: Eesti-Ameerika Ärikolledž, 1997. — 86 lk. ISBN 9985603427.
- Пальуман В. Европейский Союз и Эстония. Таллинн: Эстоно-Американский бизнес-колледж, 1998. — 266 с. ISBN 9985-60-448-2.
- Келин Ю., Лукьянов А. Сборник деловых игр и заданий по менеджменту. Таллинн: Эстоно-Американский бизнес-колледж, 1998. — 130 с.
- Николаев М. История экономической мысли. Часть I, Экономические учения XVIII—XIX веков: учебное пособие. Таллин, 1998. — 117 с. ISBN 9985920120.
- Бассель Н. История культуры Эстонии: учебное пособие. Таллинн: Эстоно-Американский бизнес-колледж, 1998. — 265 с. ISBN 9985605071.
- EABC õppejõudude toimetised = Труды преподавателей ЕАВС, № 1. Таллинн: Эстоно-Американский бизнес-колледж, 1998.
- EABC õppejõudude toimetised = Труды преподавателей ЕАВС, № 2. Таллинн: Эстоно-Американский бизнес-колледж, 1999.
- Ахмет И., Паульман В. Экономическая статистика: учебник. Таллинн: Эстоно-Американский бизнес-колледж, 1999. — 254 с. ISBN 9985-9201-1-2.
- Лукьянов А. Основы управления: начальный курс. Таллинн: Эстоно-Американский бизнес-колледж, 1999. – 321 с. ISBN 9985920104.
- Lukjanov, Aleksander. Juhtimise alused: algkursus [vene keelest tõlkinud Ilmar Rute]. Tallinn: Eesti-Ameerika Ärikolledž. 2000. ISBN 9985920155.
- EABC õppejõudude toimetised = Труды преподавателей ЕАВС, № 3. Таллинн: Эстоно-Американский бизнес-колледж, 2000.
- EABC õppejõudude toimetised = Труды преподавателей ЕАВС, № 4. Таллинн: Эстоно-Американский бизнес-колледж, 2000.
- Лукьянов А. Принятие решений и диагностика управления: курс лекций. Таллинн: Эстоно-Американский бизнес-колледж, 2000. — 78 с. ISBN 9985920171.
- Lukjanov, Aleksander. Otsustamine ja juhtimisdiagnostika [vene keelest tõlkinud Ilmar Rute]. Tallinn: Eesti-Ameerika Ärikolledž, 2000. — 74 с. ISBN 998592018X.
- Lukjanov, Aleksander. Juhtimise alused: algkursus [vene keelest tõlkinud Ilmar Rute]. Tallinn: Eesti-Ameerika Ärikolledž, 2000. — 292 lk. ISBN 9985920155.
- Lukjanov, Aleksander. Oma äri alustamine: praktiline kursus [vene keelest tõlkinud Ilmar Rute]. – 2. tr. – Tallinn: Eesti-Ameerika Ärikolledž, 2001. – 183 lk. ISBN 9985920198.
- Бассель Н. История культуры Западной Европы. Таллинн: Эстоно-Американский бизнес-колледж, 2001. — 381 с. ISBN 9985933826.
- Николаев М. История экономической мысли. Часть II, Экономические учения XVIII-XIX веков : учебное пособие. Таллинн: Эстоно-Американский бизнес-колледж, 2001. — 174 с. ISBN 998593380X.
- Бойков В. Основы научной работы: учебное пособие. Таллинн: Эстоно-Американский бизнес-колледж, 2001. — 107 с. ISBN 9985933818.
- Lukjanov, Aleksander. Oma äri alustamine. Praktiline kursus [vene keelest tõlkinud Ilmar Rute]. Tallinn: Eesti-Ameerika Ärikolledž. 2002 — 183 lk. ISBN 9985933842.
- EABC õppejõudude toimetised = Труды преподавателей ЕАВС, № 5. Таллинн: Эстоно-Американский бизнес-колледж, 2002.
- Лукьянов А. Организация собственного дела: практический курс. З-е изд., перераб и доп. Таллинн: Эстоно-Американский бизнес-колледж, 2002. — 212 с. ISBN 9985933834.
- Lukjanov, Aleksander. Oma äri alustamine: praktiline kursus [vene keelest tõlkinud Ilmar Rute]. Tallinn: Eesti-Ameerika Ärikolledž, 2002. — 183 lk. ISBN 9985933842.
- Бассель Н. Сопричастность: русскому читателю об эстонской литературе. Сборник статей и докладов. Таллинн: Эстоно-Американский бизнес-колледж, 2002. — 195 с. ISBN 9985933850.
- Лукьянов А., Пешков А. Трудовое право: курс для предпринимателя. Таллин, 2003. ISBN 9985933869.
- Eesti vabariigi ja ärihariduse aktuaalsed arenguprobleemid: EABC 15. aastapäevale pühendatud teaduslik-praktilise konverentsi materjalid = Актуальные проблемы развития экономики и бизнес-образования в Эстонской республике: материалы научно-практической конференции, посвященной 15-летию EABC. Tallinn: Eesti-Ameerika Ärikolledž, 2004. — 74 lk.
- Ühiskonna arengu ja juhtimise probleemid ja perspektiivid: 21. sajandi väljakutsed : EABC teaduslik-praktilise konverentsi materjalid = Проблемы развития и управления обществом: вызовы XXI века : материалы научно-практической конференции EABC. Tallinn: Eesti-Ameerika Ärikolledž, 2006. — 333 lk. ISBN 9985933877.
- «Ühiskonna juhtimise arengu probleemid: XXI sajandi väljakutsed ja riskid». EABA teaduslik-praktilise konverentsi materjalid / «Проблемы развития общества: вызовы и риски XXI века». Материалы научно-практической конференции ЕАВА. Tallinn: Eesti-Ameerika Äriakadeemia, 2007.  (эст.)  (рус.)  (англ.)
- Üliõpilaste teaduslike tööde kogumik (EABA 20. aastapäevaks) = Сборник студенческих научных работ (к 20-летию основания EABA) [редактор-составитель М. Левин]. – Tallinn: Eesti-Ameerika Äriakadeemia, 2008. – 147 lk. — ISBN 9789985990414.